# Stadion Asima Ferhatoviće Hase
Stadion Asima Ferhatoviće Hase je víceúčelový stadion sloužící zejména pro fotbal a atletiku v Sarajevu v Bosně a Hercegovině. Pojme 34 500 diváků. Odehrávají se zde soutěže mnoha druhů sportů, kromě toho stadion slouží jako kulturní zařízení s možností pořádání koncertů. Otevřen byl v roce 1947 a během Zimních olympijských her v roce 1984 byl hlavním místem. Hraje zde tým FK Sarajevo. Stadion je pojmenován podle bývalého jugoslávského fotbalového reprezentanta a nejslavnějšího hráče FK Sarajevo Asima Ferhatoviće, známého pod přezdívkou Hase.

## Historie
Stavba začala v roce 1946 a o rok později byl otevřen. Stadion je doslova pohřben do místního kopce, čímž se spojil s jeho přírodním prostředím. V roce 1950 byla také přidána tartanová dráha a v roce 1966 se na stadionu konal atletický šampionát na Balkáně. Pro tuto příležitost byl renovován. Byla vybudována nová administrativní budova, stejně jako nové šatny a restaurace. Byla také poskytnuta moderní tabulka a nové osvětlení. Dne 7. února 1984 uspořádal stadion zahajovací ceremoniál zimních olympijských her 1984, pro které byl důkladně zrekonstruován a rozšířen. Asi 50 000 lidí se zúčastnilo ceremoniálu. Po válce v Bosně a Hercegovině byl v roce 1998 zrekonstruován. V červenci 2004 navrhlo FK Sarajevo pojmenovat stadion na počest svého bývalého hráče a legendy klubu z 60. let Asima Ferhatoviće – Hase. 13. dubna 1997 zde sloužil mši svatou papež Jan Pavel II. a 6. června 2015 papež František.